# 后河
后河，是中国长江流域的一条河流，汇入州河，属于嘉陵江水系。河长148千米，流域面积3385平方千米，多年平均流量68立方米每秒。自然落差636米。水能理论蕴藏量4万千瓦。